# Myrmarachne rufescens
Myrmarachne rufescens är en spindelart som först beskrevs av Tord Tamerlan Teodor Thorell 1877.  Myrmarachne rufescens ingår i släktet Myrmarachne och familjen hoppspindlar. Inga underarter finns listade i Catalogue of Life.